# اچ‌ام‌اس دوشس (اچ۶۴)
اچ‌ام‌اس دوشس (اچ۶۴) (به انگلیسی: HMS Duchess (H64)) یک کشتی بود که طول آن ۳۲۹ فوت (۱۰۰٫۳ متر) بود. این کشتی در سال ۱۹۳۲ ساخته شد.